# Spanophatnus cyanocroceus
Spanophatnus cyanocroceus är en stekelart som först beskrevs av Morley 1916.  Spanophatnus cyanocroceus ingår i släktet Spanophatnus och familjen brokparasitsteklar. Inga underarter finns listade i Catalogue of Life.